# Ceriagrion coromandelianum
Ceriagrion coromandelianum е вид водно конче от семейство Ценагриониди (Coenagrionidae), подразред Равнокрили (Zygoptera). Видът е описан за пръв път от Фабрициус през 1798 г.

## Описание
Тялото на мъжките екземпляри достига на дължина до 28 – 30 mm, а това на женските – до 29 – 32 mm. Коремчето е оцветено в ярко жълто при мъжките и в златисто кафяво по гръбната страна при женските. Гърдите при мъжките са маслинено зелени в горната си част, бели в долната и жълти отстрани, а при женските са златисто кафяви. Очите на мъжките са маслиненозелени отгоре и бледо зеленикаво-жълти отдолу. Крилете са прозрачни и достигат на дължина до 18 – 20 mm при мъжките и около 20 mm при женските. Краката са жълти с черни бодли по тях.

## Разпространение и местообитание
Видът в разпространен целогодишно в Индия, Непал, Пакистан и Шри Ланка. Среща се по бреговете на езера, реки и канали, но също така може да се забележи и далеч от водните обекти.